# 무샤 히로무
무샤 히로무(일본어: 武者 大夢, 1999년 1월 7일~)는 일본의 축구 선수이다.

## 구단 경력
그는 2021년 J3리그의 이와테 그루자 모리오카에 입단했다. 2022년 아술 클라로 누마즈로 이적했다. 2024년까지 79경기에 출전. 2025년 J2리그의 로아소 구마모토로 이적했다.